# Barra do Bugres
Barra do Bugres là một đô thị thuộc bang Mato Grosso, Brasil. Đô thị này có diện tích 7228,902 km², dân số năm 2007 là 32479 người, mật độ 4,49 người/km².